# Палма дел Рио
Палма дел Рио (на испански: Palma del Río) е населено място и община в Испания. Намира се в провинция Кордоба, в състава на автономната област Андалусия. Общината влиза в състава на района (комарка) Вале Медио дел Гуадалкивир. Заема площ от 200 km². Населението му е 21 605 души (по преброяване от 2010 г.). Разстоянието до административния център на провинцията е 55 km.

## Демография
| 1997   | 1999   | 2000   | 2001   | 2002   | 2003   | 2004   | 2005   | 2006   | 2007   |
| ------ | ------ | ------ | ------ | ------ | ------ | ------ | ------ | ------ | ------ |
| 19 998 | 18 243 | 19 266 | 19 389 | 19 448 | 19 693 | 20 030 | 20 403 | 20 640 | 21 079 |